# Ag Apolloni
Ag Apolloni (Kaçanik, 1982. június 13. –) albán író, költő, drámaíró, tudós és esszéíró. A koszovói Pristinai Egyetem professzora. Irodalmi műveit széles körben elismerik drámai dimenziójuk, filozófiai feldolgozásuk, valamint történelemmel, politikával és társadalommal szembeni kritikai hozzáállásuk miatt.

## Fiatalkora
Ag Apolloni 1982. június 13-án született Kaçanikban (Koszovó). Az általános iskolát és a gimnáziumot szülővárosában végezte 2001-ben, majd 2005-ben a pristinai Egyetemen végezte dramaturgiai és irodalmi tanulmányait. Gazdasági okok miatt 2006-ban úgy döntött, hogy abbahagyja filozófiai tanulmányait.
A következő években ideje jelentős részét a 2007-ben elhunyt, beteg édesapja gondozására fordította. E kihívások ellenére kitartott tudományos munkája mellett, és 2008-ra megszerezte a filológiai tudományok mesteri címét, ami bizonyítja, hogy elkötelezett a tudományos eredmények iránt. 2012-ben a filológiai tudományok doktora cím megszerzésével tovább erősítette tudományos elismerését.

## Pályafutása
Újságíróként, szerkesztőként és főszerkesztőként dolgozott számos pristinai napilapban és irodalmi és kulturális folyóiratban. 2010-ben újraindította az "Új életet" (albánul "Jeta e Re") című folyóiratot, Koszovó legrégebbi irodalmi folyóiratát, amelyet 1949-ben alapítottak és 2006-ban zártak be. Három évig vezette a magazint.
2013-ban megalapította a "Symbol" kulturális folyóirat, amelyben interjúkat készített: Linda Hutcheon, Jonathan Culler, Rita Dove, Gottfried Helnwein, Andreas Huyssen, DM Thomas, Javier Cercas, Ann Jefferson, Peter Singer, Stephen Greenblatt, Stanley Fish és David Damrosch. Apolloni műveit több nyelvre lefordították, többek között angol, holland, német, cseh, macedón és montenegrói. Szépirodalmi és tudományos munkáiért többször kapott országos kitüntetést. 2008 óta Ag Apolloni a Pristinai Egyetem professzora.

## Életmű
Ag Apolloni 2003-ban kezdett írni. Egy kávézóban hallott egy háborús történetet egy bűnözőről, aki az áldozatai szemeit gyűjtötte össze, és ez a történet annyira megrázta, hogy egyik napról a másikra monodrámát készített. Ez az "István, avagy egy szemgyűjtő története" című monodráma az Austrian Journalban, a "Lichtungen"-ben is megjelent. Tanulmányai alatt költői folyóiratot vezetett, amelyet 2009-ben "Zomb" címmel adott ki.
2013-ban regényeket kezdett írni, kezdve a Farkas üvöltésével (albánul Ulurima e ujkut). Ebben a művében a fájdalmat a haraggal ötvözi egy posztmodern formán keresztül, bírálva az élet különböző aspektusait, beleértve önmagát, a családot, a társadalmat és Istent. A Farkas üvöltése után megírta a Zazen című regényt egy barátja előtti tisztelgésként, aki a filozófiai tanulmányok befejezése után kiábrándult, és hazájában nem talált munkát, úgy döntött, hogy eltűnik és öngyilkosságot követ el.
Míg Apolloni drámái félelmet és együttérzést ébresztenek, költészete a meghitt életet művészetté változtatja, prózája pedig áhítatot és dühöt áraszt. Ezen túlmenően tudományos törekvései nyilvánvalóak az olyan művekben, mint a „Posztmodern példázat” (albánul: „Parabola postmoderne”; 2010) és a „Proteus paradigmája” (albánul: „Paradigma e Proteut”; 2012).

## Regények

### A farkas üvöltése
A "A farkas üvöltése" (2013) című regény számos témát több szemszögből tárgyal. A regény foglalkozik az élők és holtak fájdalmas elválásával is. A regény tele van kétségbeeséssel és dühvel, egy adag humorral, zenére, festészetre, filmre és színházra utalva. Az események Koszovóban, Macedóniában, Albániában, Montenegróban, Olaszországban és Ausztriában játszódnak, ahol a regény elkészült. A "A farkas üvöltése" című regényt macedón, cseh és montenegrói nyelvre fordították le.

### Zazen
A "Zazen" (2014) egy fiatal koszovói, a szerző barátjának sorsát dolgozza fel, aki diploma megszerzése után visszatér szülőföldjére, de ez a visszatérés tragikussá válik számára, mivel az önkormányzat elhanyagolja, a falu félreérti, családja őrültnek nyilvánítja. A Zazen egy sor témát tár fel, beleértve a társadalmi, filozófiai, politikai, nemzeti és vallási vonatkozásokat. Az elbeszélés a főszereplő, Zen Zabel szorongásaiba és tragikomikus életébe nyúl bele, egy bőséges ötlettel, minimális igényekkel és korlátozott lehetőségekkel rendelkező karaktert ábrázolva.

### Csillogó Remény, Csillogó Láng
A "Remény csillogása, lángfény csillogása" (2020) egy dokuromán (dokumentumregény), amely két koszovói albán anya valódi tragédiájáról szól Gjakovából, az 1999-es háború után: az egyik elvesztette az egész családját – férjét és négy fiát – és továbbra is vár rájuk több mint húsz évvel később; a másik halálra égette magát, miután két fia maradványait visszaadták neki. A regény a háború, balszerencse és a béke fájdalmas következményeinek mozaikja. Összecseng az ókori görög tragédiák erőteljes visszhangjaival és örök igazságaival, de a huszadik századi emberi borzalmakkal is; az anyaság, a család és az otthon értelmét kutatja. 2022-ben jelent meg hollandul. A regényt a holland teoretikus, Mieke Bal "irodalmi remekműként" méltatta, érdemes filmet csinálni belőle. A regényt Hágában, Koszovó függetlenségének tizenötödik évfordulóján népszerűsítették.

### Piroska: Mese felnőtteknek
A „Piroska: Tündérmese felnőtteknek” (2022) egy kacér Piroskáról és egy beteg farkasról szól. A regény a prózát költészettel és drámával ötvözi, az elbeszélés pedig a kombinatorikus művészeten belül rajzfilmes logikát alkalmaz, amelyben színházi, filmes és zenei elemek ötvöződnek. A regény főleg Koszovóban játszódik, de más európai országokban is. Magyarországon, Debrecenben íródott, ahol a könyv egyik fejezete játszódik, és egyszerre jelent meg Albániában és Koszovában.

## Színdarabok

### Dráma
A „Dráma: Egy szemgyűjtő története, Halloween, Judith, Mat” (2010) című könyv három tragikus drámát tartalmaz, amelyek a szereplők számának sorrendjében nyíltan utalnak a görög dráma és az antik színház eredetére. Egy szemgyűjtő története, akinek csak egy karaktere van, a fantázia elvezet Thespis hintójához; a Halloween a második szereplőt Aiszkhülosz mintája szerint, Judit pedig a harmadik karaktert, Szophoklész mintájára, valamint Arisztophanész szellemi szövegét foglalja magában, pihenésként a nyilvánosság számára. Monodráma Egy szemgyűjtő története, egy szemgyűjtő megrázó története, aki a kamrájában él és 4998 szemet gyűjtöttek össze a boszniai és koszovói háború során. Apolloni 21 évesen írta ezt a művet, mint "a múlt század utolsó évtizedének elégiáját, nevezetesen a világot megrázó bűnök emlékeztetőjeként". A Monodráma egy olyan történet, amely a szerelmet és a bűnözést, az életet és a halált olyan binomiálisként kezeli, amely sokkolhatja a közvéleményt. „A Halloween egy vérfertőző történet a Halloween éjszakájáról. Ezt a drámát Apolloni írta, a sorozatgyilkos, Ted Bundy életéről szóló felolvasás miatt. A Judith egy bibliai indíttatású dráma, amelyet mitikus történeteként kezelnek a kelet-nyugati konfliktusról, az ember és Isten közötti félreértésről, valamint az alávetettségről és a bátorságról. A Mat vígjáték egy szórakozás, amely Ingmar Bergman és Woody Allen rendezők munkáira épül, az ember és a halál nevetséges szembeállítására.

### Hamlet Horatio szerint
A "Hamlet Horatio szerint" egy pszichoanalitikus tragédia, amely Freud elméleti elképzeléseit testesíti meg, hogy egy lehetséges Hamlet-történetet adjon, érintve a kettős vérfertőzés (testvér-nővér, anya-fia) és a többszörös árulás témáját. A "Hamlet Horatio szerint" egy pastiche vagy drámai hipertext, amely Shakespeare Hamletjére és Freud által Hamlet tökéletlen Oidipuszként való értelmezésére épül. Tematikailag a „Hamlet Horatio szerint” egy alternatív történet, amelyet Oreszteia, Oidipus Rex és Hamlet is megszólaltat. Ezt a drámát, amelyet munkacímként „My Hamlet”-nek hívnak, az éves „Katarina Josipi Drámai Díj” nyertesének hirdették ki.

### Scanderbeg: Marlowe kézirata
A "Scanderbeg: Marlowe's Manuscript" a kézirat posztmodern elve szerint írt színdarab, hogy megtalálják a 16. századi Erzsébet-korszak drámáját, amely elveszett drámának számít: Christopher Marlowe "The True History of George Scanderbeg" (George Scanderbeg igaz története) című művét. A darab megírásához a szerző számos történelmi, irodalmi, filmes és színházi anyagot használt fel, hogy hiteles valóságot teremtsen a Scanderbeg-korszakról. Itt a hős a mítosz és a valóság között mutatkozik be, egyszerre nagy és emberi alak.

## Versek

### Zomb
A "Zomb" (2009) egy madrigál könyv. Összesen 100 verset és egy levél alakú ábrázolást tartalmaz. A könyv provokatív dedikációval ("My Friend's Wife") kezdődik, John Milton angol költő két versével ("If death joins me with you / it will be life for me"), ahogy hat egységben bontakozik ki: Nyitójáték, Édeni keringő, Dionüszoszi szonáta, Szirénszimfónia, Requiem Eros és Coda. A "Zomb" egy erotikus témájú könyv, amely a középkori madrigál elvei alapján épül fel. Ez egy olyan könyv, amely számos klasszikus zenei elemet tartalmaz, jazz, blues, rock, pop stb.; világmoziból, ókori, középkori, modernista, kortárs irodalomból; és olyan vallásokból is, mint a buddhizmus, a totemizmus, a judaizmus, a kereszténység és az iszlám.

## Nem fikció

### Középkorom
A "Középkorom" egy önéletrajzi esszék könyve, amelyet narratív-esszéista önéletrajznak is neveznek. A könyv 10 esszéből áll, latin címekkel: Obscura, Vulgus, Doctrina, Pelegrin, Allegoria, Persona, Schisma, Templarius, Inquisitio és Memento, amelyek a szerző életét és a mai koszovói aktualitást fedik le.

## Kritikus könyvek